# Holden Commodore
Holden Commodore je model bývalé australské značky koncernu General Motors – Holden. Jedná se o automobil vyšší střední třídy. Od roku 1989 využíval platformu Commodore i větší model Statesman. Z Commodore také konstrukčně vycházel Holden Monaro.
Automobil byl vyráběn a prodáván mezi roky 1978 a 2020 v několika sériích. Jednotlivé série se označují dvoupísmennými kódy, jejich vnější design vždy obsahoval prvky soudobých evropských Opelů. Hlavním konkurentem Commodore byl model australské divize koncernu Fordu s názvem Falcon.

## První generace (1978–1988)
První generace Holden Commodore nahradila typ Kingswood. Commodore měl menší vnější rozměry, avšak vnitřní prostor byl téměř stejný. Vyráběl se s karosérii sedan, kombi a pick-up, takzvané ute.

### VB Commodore
Holden VB Commodore byl do značné míry shodný s evropským Oplem Commodore C, přední část byla odvozena z většího modelu Opel Senator A. S těmito vozy VB Commodore také sdílel podvozkovou platformu.
V nabídce byly řadové šestiválce a vidlicové osmiválce o objemu 2,85 až 5,0 litru s rozvodem OHV. Tím se lišil od evropských Opelů, které poháněly podstatně menší motory. Verze VB se vyráběla pouze 17 měsíců.

### VC Commodore
Pouze jeden rok vyráběný VC Commodore představoval technické vylepšení předchozího typu. Výkon motorů vzrostl a zároveň byla snížena jejich spotřeba paliva. V reakci na ropnou krizi z roku 1979 se v nabídce objevil i čtyřválcový motor o objemu 1,9 litru.

### VH Commodore
Typ VH Commodore z roku 1981 s novým vzhledem přední části lze nazvat menším faceliftem. Po technické stránce se Holden zaměřil na dva nejslabší motory – 1,9 a 2,85 litru, aby vylepšil jejich spotřebu paliva. Přesto začal Commodore v porovnání s konkurenčním Fordem Falcon ztrácet zájem zákazníků, protože dopad ropné krize již nebyl tak výrazný a zákazníci začali preferovat větší Ford. V nabídce se objevila i manuální převodovka.

### VK Commodore

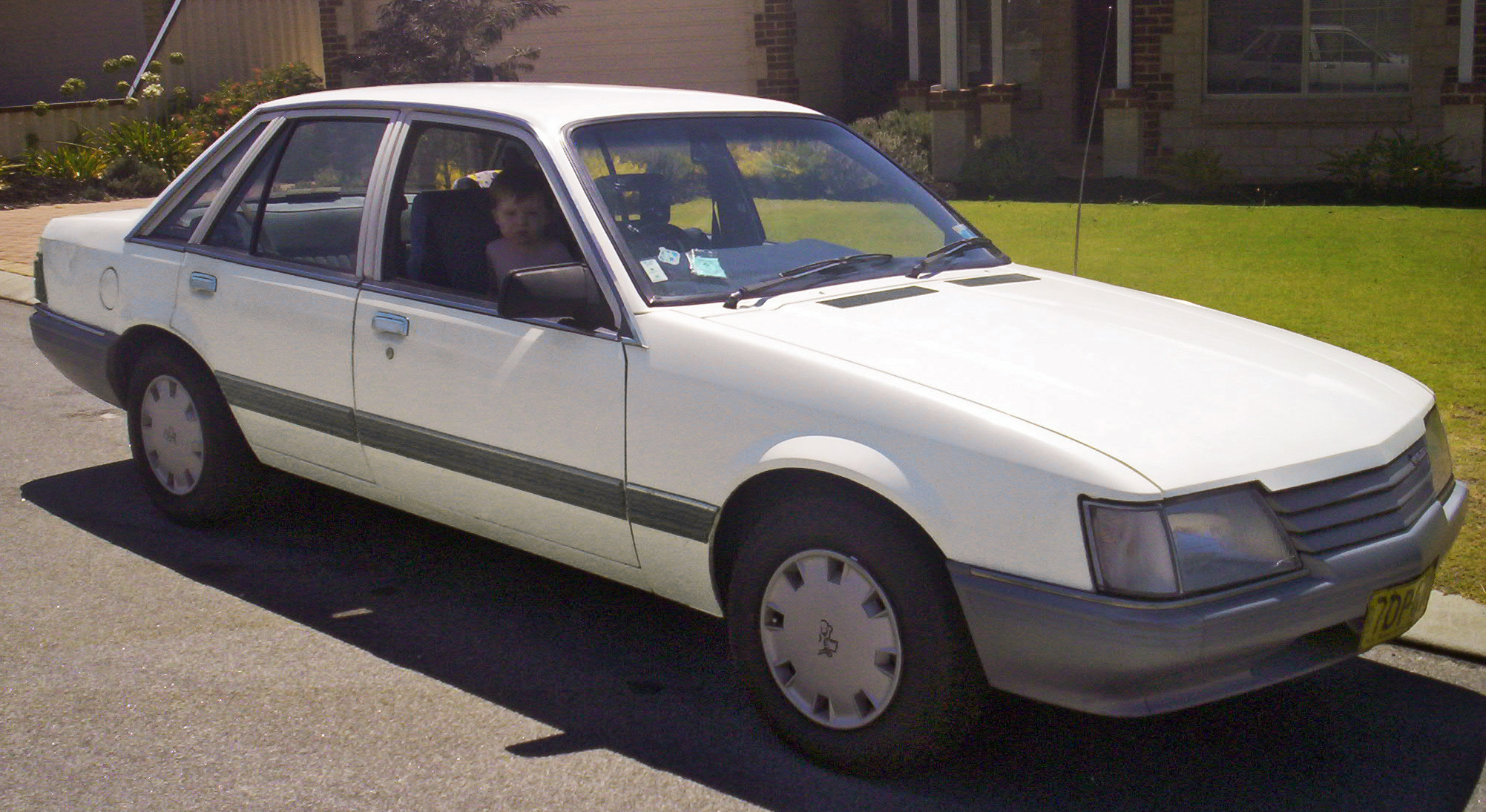
VK Commodore

V roce 1984 představený VK Commodore dostal nové plastové nárazníky a vzhled byl přepracován ve stylu Opelu Senator A.
Z nabídky byly vyřazeny šestiválec 2,85 litru a V8 4,2 litru, čtyřválec 1,9 litru se prodával jen na Novém Zélandu. Objem motoru V8 5,0 litru byl kvůli předpisům závodní skupiny A snížen pod hranici 5000 cm³.
Poprvé se objevila luxusní verze Caprice, upravené pětilitrové Commodore se účastnily okruhových závodů skupiny A.

### VL Commodore

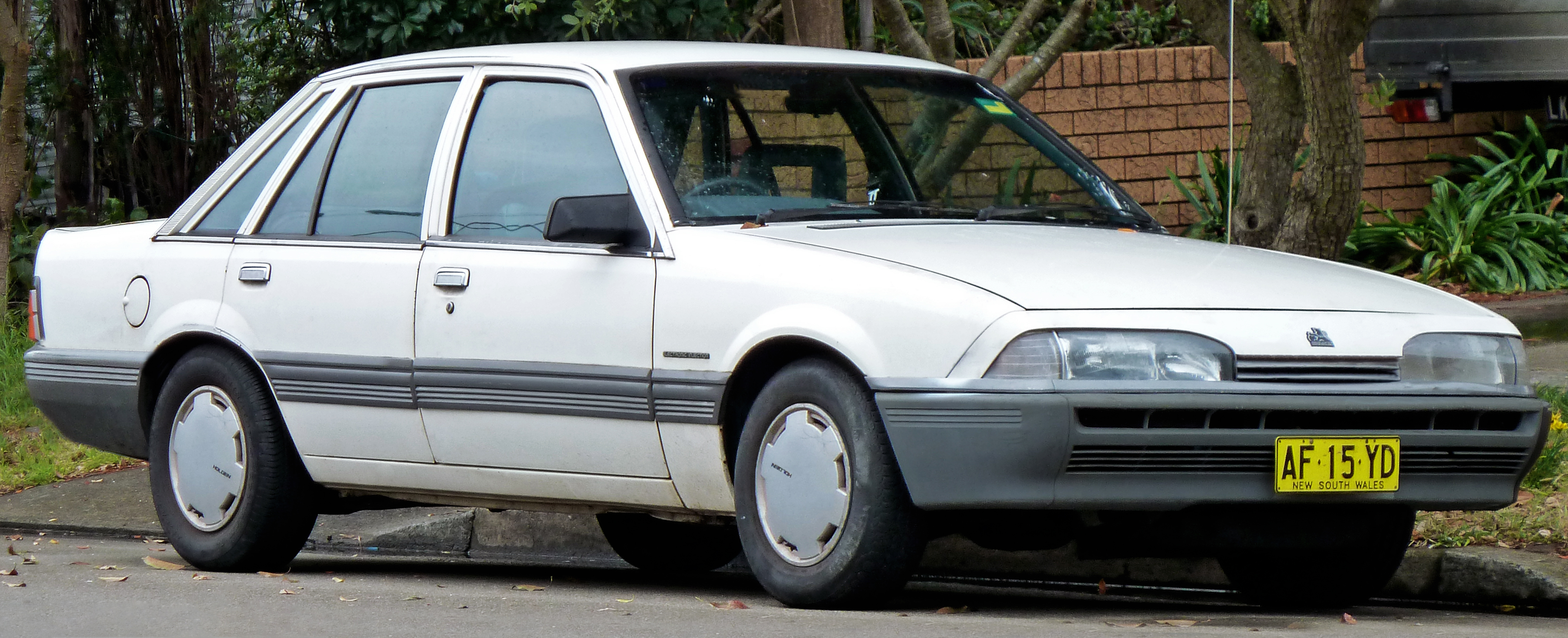
VL Commodore

Poslední evoluce první generace z roku 1986 s názvem VL Commodore znamenala mnoho změn. Původní motory Holdenu byly nahrazeny licenčně vyráběným řadovým šestiválcem Nissan RB o objemu 2,0 a 3,0 litru, větší z nich také jako přeplňovaný turbem. Stejný motor poháněl i tehdejší Nissan Skyline. Motor V8 5,0 litru v nabídce zůstal, především kvůli homologaci závodních verzí.
Přední část karosérie dostala výrazně přepracované tvary s oválnými světlomety a minimalistickou maskou chladiče, čímž zmizela jakákoliv výraznější designová podobnost s evropskými Opely.

## Druhá generace (1988–1997)
V případě druhé generace Commodore se technicky jednalo o australskou verzi Opelů Senator B a Omega A. Podvozková platforma však byla zkrácena a rozšířena, aby rozměrově odpovídala Fordu Falcon.

### VN Commodore

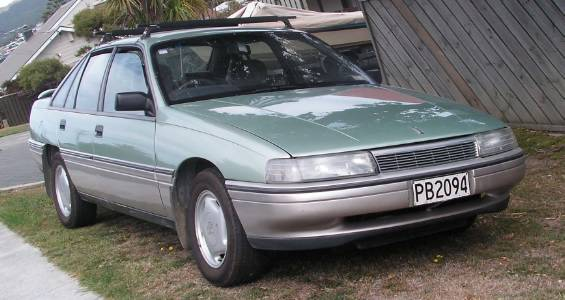
VN Commodore

Typ VN Commodore převzal mnoho dílů z VL Commodore. Kvůli nepříznivé změně kurzu jenu vůči australskému dolaru nebylo dále ekonomicky únosné používat motory Nissan, takže Holden využil pohonné jednotky koncernu GM. Řadový čtyřválec 2,0 litru pocházel z Opelu Vectra A, vidlicový šestiválec 3,8 litru byl odvozen od motoru Buick, tradiční osmiválcový pětilitr Holden se dočkal výrazného nárůstu výkonu.
Design VN Commodore vychází z Opelu Omega A, lze v něm nalézt i prvky Opelu Vectra A a předchozího Commodore.

### VP Commodore
Roku 1991 představený VP Commodore byl menším faceliftem VN. Vidlicové motory byly mírně upraveny, pětilitr získal i výkonnější verzi. Výroba čtyřválce byla ukončena.

### VR Commodore

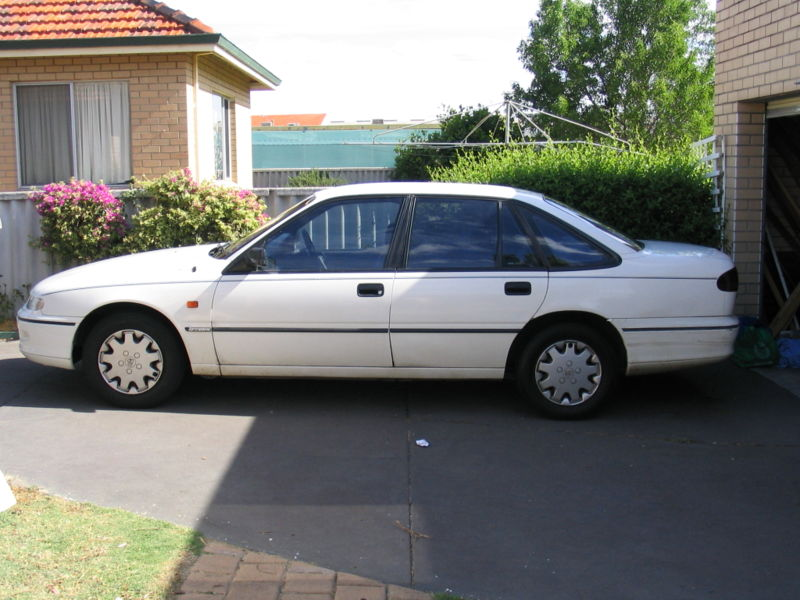
VR Commodore

Výrazný facelift VR Commodore z roku 1993 měl kromě dveří a střechy všechny karosářské díly nové. Maska chladiče se dvěma oválnými otvory zůstala Commodore až do roku 2002.

### VS Commodore
V roce 1995 představená evoluce s názvem VS Commodore přinesla jen drobné modernizace. Výkon motoru V6 3,8 litru byl zvýšen při současném snížení spotřeby. V nabídce byla také přeplňovaná verze tohoto motoru.

## Třetí generace (1997–2006)
Pro třetí generaci zvažoval Holden převzít Opel Omega B bez dalších úprav, nakonec byla jeho platforma opět rozšířena, aby byla v australských podmínkách lépe konkurenceschopná.

### VT Commodore

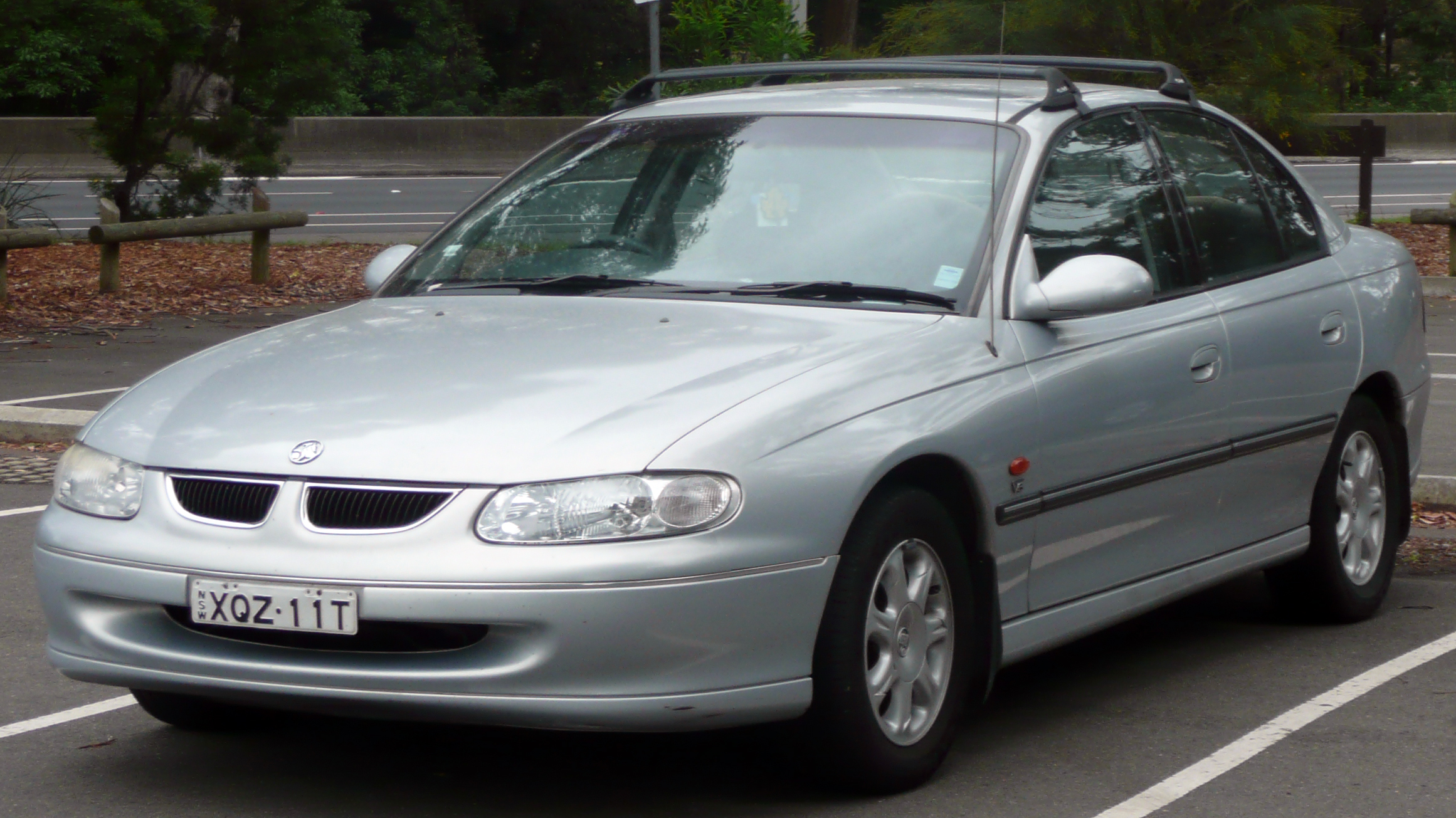
VT Commodore

VT Commodore je vzhledově prakticky identický s Omegou, maska chladiče má opět dva oválné otvory. V nabídce byl opět atmosférický a přeplňovaný motor Ecotec 3,8 litru V6, pětilitr se prodával ve dvou verzích, novinkou byl koncernový motor 5,7 litru V8.

### VX Commodore
Verze VX Commodore byla jemným faceliftem úspěšného VT. Modernizovány byly především bezpečnostní systémy. Výroba motoru 5,0 V8 byla definitivně ukončena.

### VY Commodore
V roce 2002 byl představen VY Commodore s novým agresivnějším designem přední části. Poprvé se objevila možnost pohonu všech kol.

### VZ Commodore
VZ Commodore z roku 2004 znamenal nové motory – menší V6 Alloytec s objemem 3,6 litru a nový V8 6,0 litru.

## Čtvrtá generace (2006-2017)
Čtvrtá generace Commodore je odklonem od opelovských platforem. Nový model byl celý vyvinut v Austrálii a využíval platformu GM Zeta.

### VE Commodore
Typ VE Commodore byl nabízen v sedmi verzích, motory jsou stejně jako ve VY Alloytec 3,6 a V8 6,0.

### VF Commodore
Typ VF Commodore byl nabízen s motory V6 3,0, dále V6 3,6 a V8 6,0.

## Pátá generace (2018-2020)

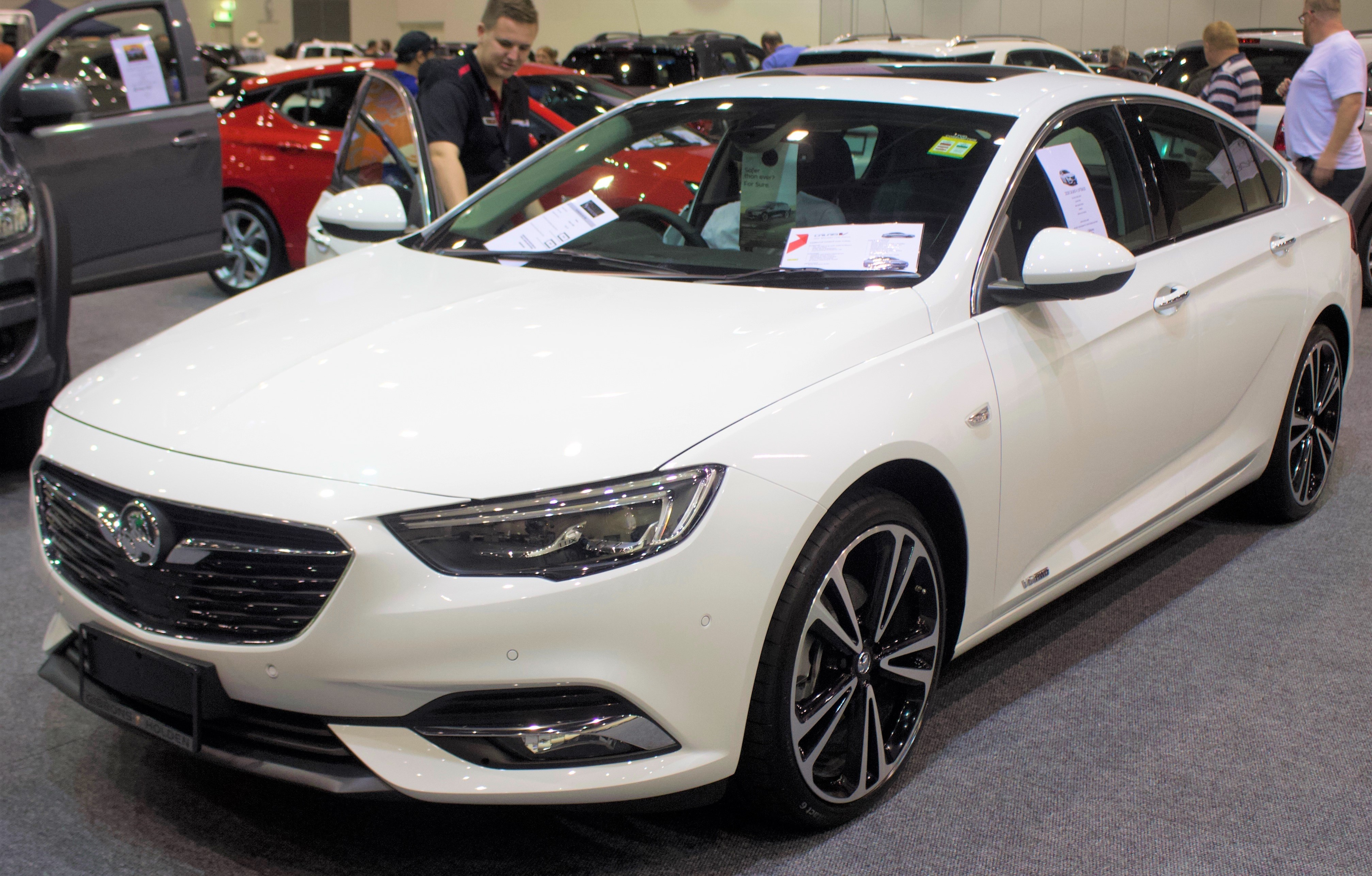
Commodore ZB

Pátá generace ZB se vrátila k využití evropského Opela. Jednalo se o dvojče modelu Opel Insignia druhé generace.